# Städte- und Gemeindebund Sachsen-Anhalt
Der Städte- und Gemeindebund Sachsen-Anhalt (SGSA) ist der kommunale Spitzenverband der Städte, Gemeinden und Verbandsgemeinden in Sachsen-Anhalt und in der Rechtsform eines eingetragenen Vereins organisiert. Der Verband hat seinen Sitz in der Landeshauptstadt Magdeburg.

## Mitglieder

### Zusammensetzung
Dem SGSA gehören Städte und Gemeinden mit insgesamt 2,163 Mio. Einwohnern an. Das entspricht einem Anteil von 99,56 % an der Gesamtbevölkerung. Hinzu kommen die 18 Verbandsgemeinden im Land Sachsen-Anhalt. Damit sind alle hauptamtlich geführten Städte und Gemeinden sowie 93 % der ehrenamtlich geführten Gemeinden im SGSA organisiert. Darüber hinaus haben 21 Zweckverbände aus den Bereichen Wasserversorgung und Abwasserbeseitigung die außerordentliche Mitgliedschaft erworben.

### Rechte und Pflichten der Mitglieder
Die Verbandsmitglieder sind berechtigt, in den Organen des Verbandes mitzuwirken und Mitglieder von ständigen Ausschüssen vorzuschlagen sowie die Einrichtungen des Verbandes zu nutzen. Die Mitglieder sind verpflichtet, den Verband bei der Erfüllung seiner Aufgaben zu unterstützen. Zu den Veranstaltungen des Verbandes entsenden die Mitglieder ihre Hauptverwaltungsbeamten. Die Mitglieder finanzieren den Verband durch die im 1. Quartal des Jahres erhobenen Mitgliedsbeiträge.

## Stellung des SGSA als Landesverband
Nach § 160 Kommunalverfassungsgesetz des Landes Sachsen-Anhalt hat die Landesregierung die Verbindung zu den Kommunalen Spitzenverbänden des Landes zu wahren und sie bei der Vorbereitung von Rechts- und Verwaltungsvorschriften, die unmittelbar die Belange der Städte und Gemeinden berühren, rechtzeitig zu hören. Dies schlägt sich auch in der gemeinsamen Geschäftsordnung der Ministerien nieder, nach welcher, vor Erlass von allgemeinen Regelungen, insbesondere von Rechtsvorschriften die Kommunalen Spitzenverbände beteiligt werden sollen, soweit ihre Belange berührt sind.
Die Geschäftsordnung des Landtages von Sachsen-Anhalt bestimmt in § 86 a, dass die Ausschüsse den SGSA rechtzeitig bei der Vorbereitung von kommunal-relevanten Vorschriften zu hören haben.
Auch dadurch soll sichergestellt werden, dass der Landtag alle entscheidungsrelevanten Informationen kennt, bevor ein Gesetz beschlossen wird, das unmittelbar oder mittelbar Auswirkungen auf die Kommunen hat.

## Aufgaben und Ziele
Der SGSA hat laut Satzung insbesondere
- den Selbstverwaltungsgedanken zu pflegen und für die verfassungsmäßigen Rechte der gemeindlichen Selbstverwaltung und ihren Ausbau einzutreten,
- die gemeinsamen Belange der Verbandsmitglieder gegenüber Landtag, Landesregierung, sonstigen Institutionen und Stellen sowie in der Öffentlichkeit zu vertreten,
- den Erfahrungsaustausch unter Verbandsmitgliedern sowie eine möglichst einhellige Meinungsbildung zu fördern,
- für die Weiterbildung der Mitglieder in den Vertretungen sowie für die Aus- und Weiterbildung der Beschäftigten der Städte, Gemeinden und Verbandsgemeinden zu sorgen,
- die Zusammenarbeit mit den Kommunalen Spitzenverbänden auf Bundes- und Landesebene zu pflegen.

Der SGSA arbeitet parteipolitisch neutral.

## Organe und Aufbau

### Die Mitgliederversammlung
Die Mitgliederversammlung besteht aus je einem Vertreter der Verbandsmitglieder. Kreisfreie Städte und Einheitsgemeinden haben je angefangene fünfhundert Einwohner eine Stimme. Verbandsgemeinden und Mitgliedsgemeinden von Verbandsgemeinden haben je angefangene fünfhundert Einwohner eine Stimme. Die außerordentlichen Verbandsmitglieder (Zweckverbände) nehmen an den Beratungen der Mitgliederversammlung teil, haben jedoch kein Stimmrecht.
Die Mitgliederversammlung wird mindestens alle zwei Jahre vom Präsidium einberufen und ist zuständig für:
- die Änderung der Satzung,
- Anträge des Präsidiums, der Kreisverbände und der Verbandsmitglieder,
- Die Auflösung des Verbandes.

### Die Kreisvorstandskonferenz
Die Kreisvorstandskonferenz setzt sich aus den Kreisfreien Städten und den Kreisverbänden zusammen und wird vom Präsidium nach Bedarf einberufen. Hinzu kommen die Mitglieder des Präsidiums mit beratender Stimme.
Die Kreisvorstandskonferenz ist zuständig für
- die Feststellung des Haushaltsplanes einschließlich Nachträgen mit Stellenplan und der Verbandsumlage,
- die Wahl des Präsidiums,
- die Wahl des Präsidenten und der Vizepräsidenten aus den Mitgliedern des Präsidiums,
- die Entscheidung über Anträge des Präsidiums, der Kreisverbände und der Verbandsmitglieder,
- die Entscheidung über Einsprüche bei Wahlen zu den Organen des Verbandes und bei Ausschluss eines Mitgliedes.

### Das Präsidium
Das Präsidium besteht aus dem Präsidenten, drei Vizepräsidenten, dem Landesgeschäftsführer und zehn weiteren Mitgliedern. Derzeitiger Präsident ist Andreas Dittmann, Bürgermeister der Stadt Zerbst/Anhalt. Bis auf den Landesgeschäftsführer werden die Mitglieder und Stellvertreter von der Kreisvorstandskonferenz unter Beachtung einer möglichst gleichmäßigen regionalen Verteilung und der Einwohnergrößenklassen der Mitglieder gewählt.
Das Präsidium leitet den Verband und beschließt über alle Angelegenheiten, die weder der Mitgliederversammlung, der Kreisvorstandskonferenz noch dem Landesgeschäftsführer obliegen. Es kann Richtlinien für die Geschäftsführung erlassen.
Darüber hinaus hat das Präsidium folgende Aufgaben:
- die Vorbereitung der Mitgliederversammlung und der Kreisvorstandskonferenz,
- die Anstellung und Entlassung des Landesgeschäftsführers und auf Vorschlag des Landesgeschäftsführers die der Beigeordneten und Referenten,
- die Bildung von ständigen Ausschüssen,
- die Festsetzung der Mitgliedsbeiträge außerordentlicher Verbandsmitglieder,
- die Entgegennahme der Jahresrechnung und des Prüfungsberichtes,
- die Wahl von zwei Kassen- und Rechnungsprüfern oder die Bestimmung eines Rechnungsprüfungsamtes für die Prüfung der Jahresrechnung,
- die Entlastung des Landesgeschäftsführers.

### Der Landesgeschäftsführer
Der Landesgeschäftsführer, der einen allgemeinen Vertreter hat, leitet die Landesgeschäftsstelle und führt die laufenden Geschäfte. Er ist Dienstvorgesetzter aller Beschäftigten des Verbandes und stellt auf der Grundlage des Stellenplanes die Beschäftigten ein, soweit hierfür nicht das Präsidium zuständig ist. Derzeitiger (2021) Landesgeschäftsführer ist Bernward Küper.

### Die Kreisverbände
Die Verbandsmitglieder in den 11 Landkreisen bilden jeweils einen Kreisverband. Die Kreisverbände fördern die Verbandsarbeit vor Ort und den Erfahrungsaustausch untereinander. Die Kreisverbände wählen jeweils einen Vorstand (1. und 2. Vorsitzender, einen Geschäftsführer sowie zwei Beisitzer).

### Ständige Ausschüsse
Der SGSA hat vier ständige Ausschüsse eingerichtet:
- Bau-, Verkehrs- und Umweltausschuss, Vorsitzender: Geschäftsbereichsleiter Stefan Hermann, Stadt Bitterfeld-Wolfen
- Haushalts- und Finanzausschuss, amt. Vorsitzende: Amtsleiterin Beate Pietrzak, Hansestadt Stendal
- Rechts- und Verfassungsausschuss, Vorsitzende: Rechtsamtsleiterin Christine Ost, Stadt Bernburg
- Schul-, Kultur- und Sportausschuss, Vorsitzender: Amtsleiter Joachim Teichmann, Stadt Bitterfeld-Wolfen

## Arbeitskreise
Zur Abstimmung von fachlich abgegrenzten Themen und zum Erfahrungsaustausch hat der Landesgeschäftsführer 15 Arbeitskreise (AK) und 2 Arbeitsgruppen berufen, die ihn bei seiner Aufgabenerfüllung beraten. Beispielhaft sind zu nennen die 3 AK Einheits- und Verbandsgemeinden, der AK Entwicklung des ländlichen Raumes und der AK Kommunalabgaben und Steuern.